# Tatort: Fortuna III
Fortuna III ist ein Fernsehfilm aus der Fernseh-Kriminalreihe Tatort der ARD und des ORF. Idee und Vorlage des Films stammen von Hannes Burger, das Drehbuch schrieb Wolfgang Mühlbauer und die filmische Umsetzung erfolgte von Wolfgang Becker.
Der Film wurde von Bavaria Atelier für den WDR produziert und am Pfingstmontag, dem 7. Juni 1976, zum ersten Mal gesendet. Er ist die 64. Folge der Tatort-Reihe, der achte Fall mit Kommissar Haferkamp und die zweite Folge, die nicht an einem Sonntag erstausgestrahlt wurde.

## Handlung
Der zwölfjährige Paul Starczik lebt gemeinsam mit seinem Vater und seiner erwachsenen Schwester Birgit im Vereinsheim des Fußballvereins SV Fortuna III, welches der Vater als Pächter betreibt. Das Sportgelände gehört zur stillgelegten Zeche, woher der Verein seinen Namen hat.
Paul hat massive schulische Probleme, schwänzt öfters und treibt sich herum. Bei der Essener Polizei existiert bereits eine umfangreiche Akte mit kleineren Delikten über Paul. Auch war er bereits mehrfach in verschiedenen Heimen untergebracht, aus denen er immer wieder ausgerissen ist. Nun spielt er mit dem Gedanken, nach Australien durchzubrennen, wohin vor einiger Zeit sein Freund Ali samt Familie ausgewandert ist.
Birgit Starczik ist mit dem Spirituosenfabrikant Julius Schneider befreundet und die Verlobung der beiden steht kurz bevor. Nach einer feucht-fröhlichen Stammtischrunde macht sich eines Abends der stark alkoholisierte Schneider mit seinem Pkw auf den Heimweg. Er benutzt hierzu eine eigentlich verbotene Abkürzung über das stillgelegte Zechengelände. Zur gleichen Zeit tritt auch die im Vereinsheim als Aushilfskraft beschäftigte Ellen Schelle nach Feierabend mit ihrem Fahrrad die Heimfahrt an. Als Schneider ihr unterwegs begegnet, bietet er ihr an, sie nach Hause zu fahren, Ellen lehnt jedoch ab. Daraufhin wird Schneider immer zudringlicher und belästigt das Mädchen in eindeutig sexueller Absicht. Die Situation eskaliert. Ellen versucht zu Fuß zu entkommen, doch Schneider verfolgt sie über das Zechengelände. Ellen schreit verzweifelt um Hilfe, wird aber von Schneider überwältigt. Als das Geräusch eines herannahenden Pkw zu hören ist, presst Schneider seine Hand auf Ellens Mund. Nachdem das Fahrzeuggeräusch verstummt ist und Schneider seine Hand wegzieht, ist Ellen tot.
Paul, der sich zu diesem Zeitpunkt nicht zuhause, sondern in einem kleinen Gebäude auf dem Zechengelände aufhält, hört die Hilferufe von Ellen und beobachtet das Geschehen. Er verlässt das Gebäude und wird schließlich von Schneider entdeckt. Als Paul zu fliehen versucht, verletzt er sich die Innenseiten seiner Finger an einem Stacheldraht. Unter Drohungen und der Vorgabe, er sei sein Freund und würde ihm immer helfen, beschwört Schneider nunmehr Paul, nichts von dem zu erzählen, was er gesehen hat. Paul stimmt zu und geht nach Hause.
Noch in der Nacht wird die Leiche von Ellen gefunden. Kommissar Haferkamp nimmt die Ermittlungen auf. Außer den Reifenspuren findet er kaum Anhaltspunkte. Als er Paul verhört, fallen ihm die seltsamen Verletzungen an dessen Fingern auf, Paul schweigt jedoch zu allen Fragen.
Durch eine Fahrzeugkontrolle in einer der nächsten Nächte, mit der die Polizei ergründen will, wer alles die verbotene Durchfahrt benutzt, gerät auch Schneider in den Kreis der Verdächtigen. Haferkamp hat keine Beweise, aber sein feines Gespür sagt ihm, dass mit Paul irgendetwas nicht stimmt und der Junge der Schlüssel zur Lösung des Falles ist. Haferkamp versucht Pauls Vertrauen zu erlangen und ihm eine Aussage zu entlocken. In mühsamer Kleinarbeit findet Haferkamp heraus, wo und wie die seltsamen Verletzungen an Pauls Fingern entstanden sind. Nun ist er sich absolut sicher: Schneider ist der Täter, und Paul hat ihn bei der Tat beobachtet. Daraufhin lässt Haferkamp Schneider überwachen.
Paul nutzt indessen sein Wissen gegen Schneider und erpresst ihn, um seine Überfahrt mit einem Frachtschiff nach Australien zu finanzieren. Schneider, der spürt, dass sich die Schlinge langsam um ihn zuzieht, willigt ein und gibt Paul das Geld. Dessen Fahrt nach Australien ist allerdings nicht so einfach, wie er sich das dachte, und so gibt er das Geld erst einmal anderweitig aus. Paul wiederholt seinen Erpressungsversuch, aber dieses Mal geht Schneider nur zum Schein darauf ein. Als Paul das Geld an sich nehmen will, stellt Schneider sich ihm in den Weg und versucht Paul zu erwürgen. Bei dem Kampf zieht der Junge sein Taschenmesser und stößt es Schneider in den Oberkörper. Dieser fällt zu Boden und stirbt. Paul flüchtet zum Hafen und wird dort kurz darauf von Kommissar Haferkamp gestellt.

## Hintergrund
Als Drehort wurde unter anderem das Stadion Am Lindenbruch in Katernberg gewählt. Sie war die Spielstätte der Sportfreunde Katernberg, bei denen schon der Essener Helmut Rahn Fußball gespielt hatte. Die benachbarte Gaststätte Bergfort wurde zur fiktiven Vereinskneipe Lindenbruch. Das als Drehort benutzte Zechengelände ist das der 1973 stillgelegten Zeche Pörtingsiepen in Fischlaken. Die Szene, in der Paul von Schneider entführt wird, wurde an der Bredeneyer Str. zwischen Bredeney und Werden gedreht.

## Kritiken
Die Kritiker der Fernsehzeitschrift TV Spielfilm fanden, der Film sei „einer der stärksten Haferkamp-‘Tatorte’“
G. Walt von Zauberspiegel-online.de beurteilte diesen Tatort als einen: „ganz großen Klassiker, […] Das frühe 70er-Jahre-Bild der antiautoritären Erziehungsweise kommt in diesem Tatort sehr gut zur Geltung, und spiegelt interessanterweise einen sehr typischen Zeitgeist wider. Eine Erziehung, indem Kinder auf Augenhöhe mit den Erwachsenen agieren dürfen - ganz frei von gesellschaftlichen Normen.“
Dass der Kriminalkommissar, um an seine Informationen zu kommen, dem "Lausejungen" Zigaretten gab und ihn Auto fahren ließ, fand schon bei der zeitgenössischen Kritik, vor allem aber bei späteren Betrachtern Stirnrunzeln bis missfallende Aufmerksamkeit.